# Агдамский уезд
Агдамский уезд (азерб. Ağdam qəzası) — административная единица в составе Азербайджанской ССР. Административный центр — Агдам.

## История
В 1923 году в составе Азербайджанской ССР была создана Нагорно-Карабахская АО. В состав автономной области вошли нагорные части Шушинского, Джеванширского и Джебраильского, а на низменных территориях Шушинского и Джеванширского уездов был образован Агдамский уезд.
В 1929 году уездная система была упразднена. Агдамский уезд был включён в Карабахский округ, центром которого стал Агдам.